# Gandria
(Stefano Franscini, La Svizzera italiana, 1840)
Gandria è un quartiere di 275 abitanti del comune svizzero di Lugano, nel Canton Ticino (distretto di Lugano).

## Geografia fisica
Il quartiere di Gandria è con Caprino (frazione del quartiere di Castagnola-Cassarate-Ruvigliana) l'unica parte del comune di Lugano a sud del Lago di Lugano ed è al confine con l'Italia; comprende il centro abitato omonimo sulla sponda nord del lago dove si trova la dogana di Gandria.

## Storia

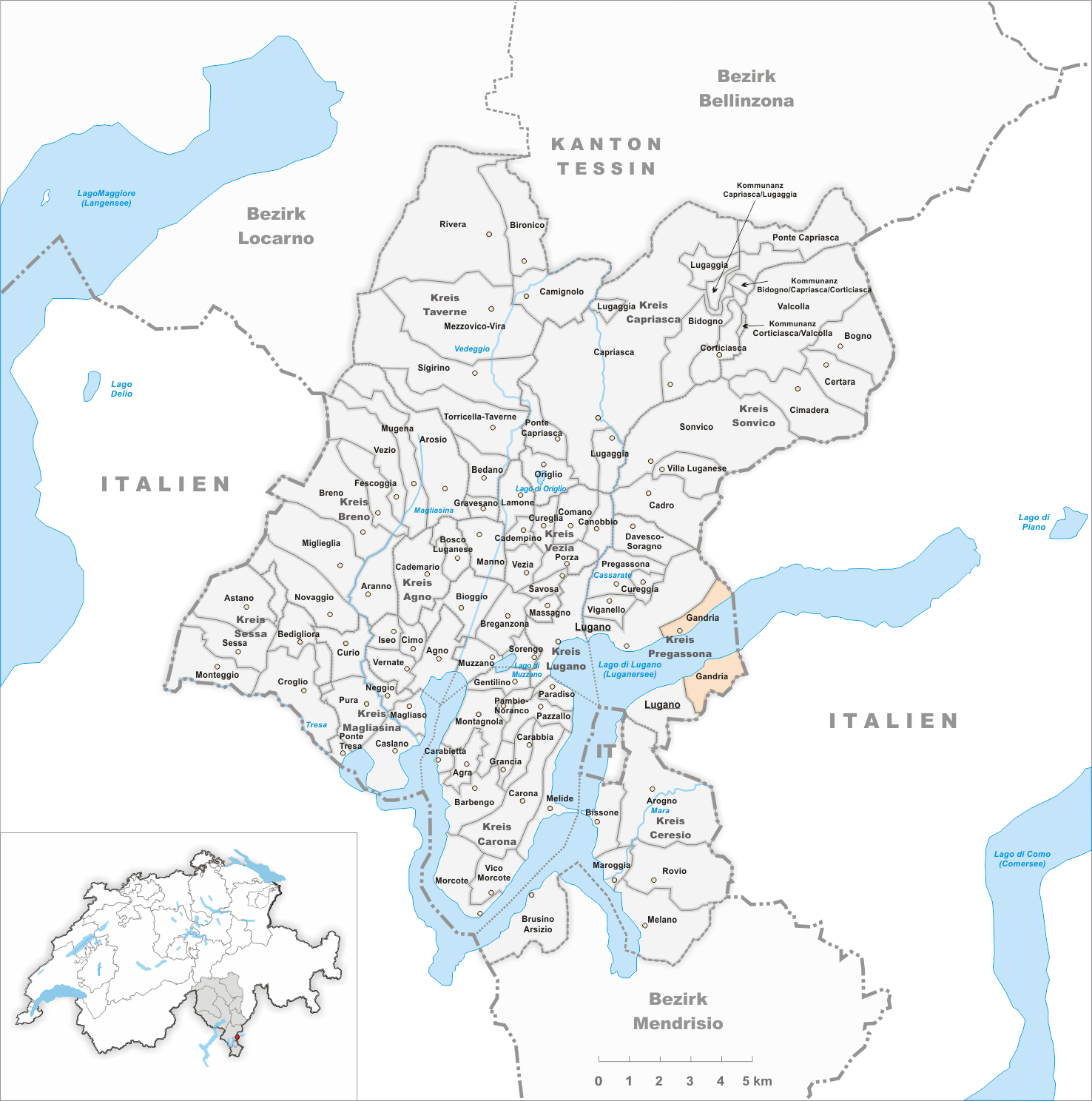
Il territorio del comune di Gandria prima degli accorpamenti comunali del 2004

Già comune autonomo che si estendeva per 2,45 km², nel 2004 è stato accorpato a Lugano assieme agli altri comuni soppressi di Breganzona, Cureggia, Davesco-Soragno, Pambio Noranco, Pazzallo, Pregassona e Viganello.

## Monumenti e luoghi d'interesse

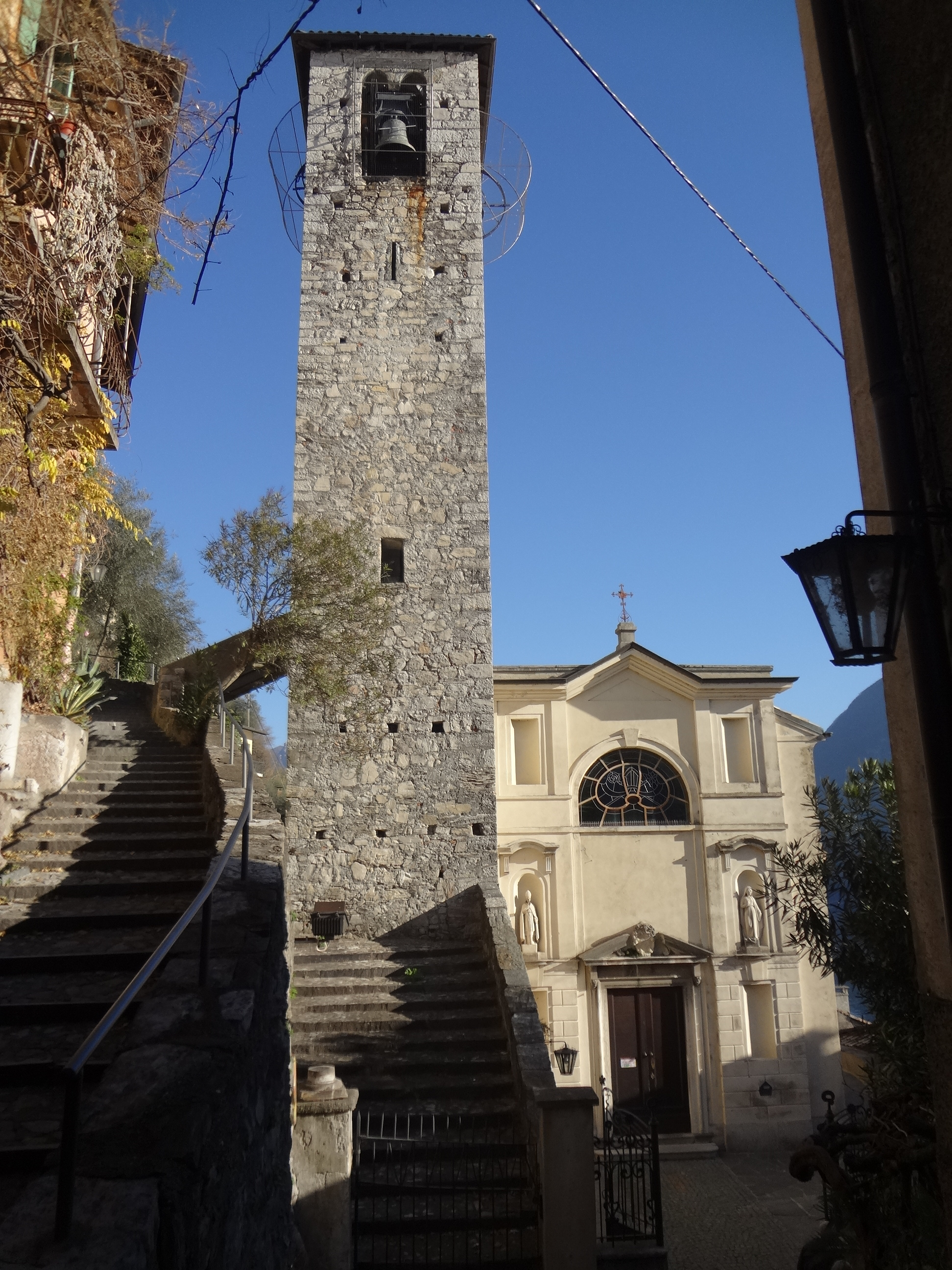
La chiesa parrocchiale di San Vigilio

- Chiesa parrocchiale di San Vigilio, che ricevette i diritti parrocchiali nel 1463[2], è in stile barocco[3] e fu restaurata nel 1985-1986[senza fonte];
- Oratorio di San Rocco, eretto nel 1645[2] e ampliato nel 1740-1745[senza fonte];
- Sasso della Predescia, masso cuppellare risalente al Neolitico e posto lungo un sentiero montano[1][2];
- Museo delle dogane svizzero in località Cantine di Gandria[4].[3]

## Società

### Evoluzione demografica
L'evoluzione demografica è riportata nella seguente tabella:
Abitanti censiti

## Economia
Località turistica, nel 2006 è stata elencata fra i dieci villaggi più belli della Svizzera dalla rivista L'Hebdo.

## Amministrazione
Ogni famiglia originaria del luogo fa parte del cosiddetto comune patriziale e ha la responsabilità della manutenzione di ogni bene ricadente all'interno dei confini del quartiere.